# San Antero (ort)
San Antero är en ort i Colombia.   Den ligger i departementet Córdoba, i den norra delen av landet, 600 km norr om huvudstaden Bogotá. San Antero ligger 45 meter över havet och antalet invånare är 11 610.
Terrängen runt San Antero är platt. Havet är nära San Antero åt nordväst. Runt San Antero är det ganska tätbefolkat, med 100 invånare per kvadratkilometer. Närmaste större samhälle är Lorica, 16,4 km söder om San Antero. Omgivningarna runt San Antero är en mosaik av jordbruksmark och naturlig växtlighet.